# Neuherberg (Ergersheim)

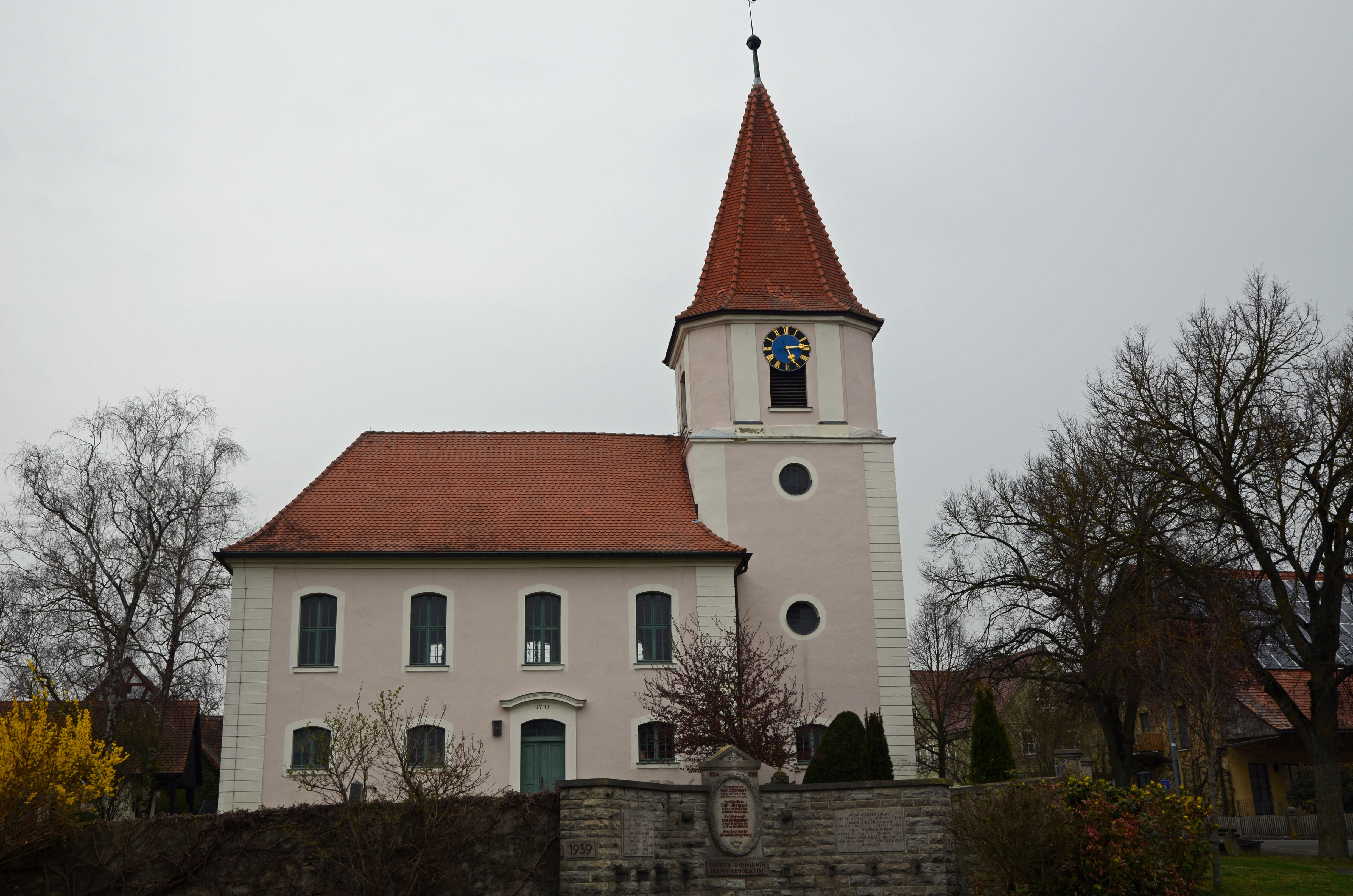
Evangelisch-lutherische Kirche St. Andreas

Neuherberg (fränkisch: Naihärberi) ist ein Gemeindeteil der Gemeinde Ergersheim im Landkreis Neustadt an der Aisch-Bad Windsheim (Mittelfranken, Bayern). Die Gemarkung Neuherberg hat eine Fläche von 3,575 km². Sie ist in 228 Flurstücke aufgeteilt, die eine durchschnittliche Fläche von 15677,94 m² haben.

## Lage
Das Kirchdorf liegt am Neuherbergbach, einem linken Zufluss der Rannach, und ist von Acker- und Grünland umgeben. Die Staatsstraße 2252 führt zu einer Anschlussstelle der Bundesstraße 13, die den Ort westlich tangiert bzw. nach Ergersheim (3 km östlich). Die Kreisstraße NEA 31 führt nach Seenheim (1,8 km nordöstlich) bzw. nach Ermetzhofen (1,5 km südöstlich). Die Kreisstraße NEA 49 führt nach Custenlohr (2,7 km westlich).

## Geschichte
Im Rothenburger Achtbuch von 1280 wurde ein „Gehartus de Elvershoven“ erwähnt. Dies ist zugleich die erste namentliche Erwähnung des Ortes. Die heute gebräuchliche Form wurde 1444 erstmals bezeugt („Newenherberig“). Das Bestimmungswort des ursprünglichen Ortsnamens ist Albir, der Personenname des Siedlungsgründers. Im 15. Jahrhundert wurde eine Herberge in dem an der Fernstraße Ansbach-Würzburg gelegenen Ort errichtet, die dann namensbestimmend wurde.
Gegen Ende des 18. Jahrhunderts gab es in Neuherberg 18 Anwesen. Das Hochgericht übte das ansbachische Oberamt Uffenheim aus. Das Kasten- und Stadtvogteiamt Uffenheim war Grundherr sämtlicher Anwesen. Von 1797 bis 1808 unterstand Seenheim dem preußischen Justiz- und Kammeramt Uffenheim.
1806 kam der Ort an das Königreich Bayern. Mit dem Gemeindeedikt (frühes 19. Jahrhundert) wurde Neuherberg dem Steuerdistrikt Ermetzhofen zugewiesen. Wenig später entstand die Ruralgemeinde Neuherberg. Sie war in Verwaltung und Gerichtsbarkeit dem Landgericht Uffenheim zugeordnet und in der Finanzverwaltung dem Rentamt Uffenheim (1919 in Finanzamt Uffenheim umbenannt). Ab 1862 war das Bezirksamt Uffenheim für die Verwaltung der Gemeinde zuständig (1939 in Landkreis Uffenheim umbenannt). Die Gerichtsbarkeit blieb beim Landgericht Uffenheim (1879 in Amtsgericht Uffenheim umbenannt), seit 1973 ist das Amtsgericht Neustadt an der Aisch zuständig. Die Gemeinde hatte 1964 eine Gebietsfläche von 3,559 km². Ende des 19. Jahrhunderts wurde auf dem Gemeindegebiet Ermetzhofen Bahnhof errichtet. Am 1. Januar 1972 wurde die Gemeinde Neuherberg im Zuge der Gebietsreform in Bayern in die Gemeinde Ermetzhofen eingegliedert, die wiederum am 1. Januar 1974 nach Ergersheim eingegliedert wurde.

### Baudenkmäler
In Neuherberg gibt es drei Baudenkmäler:
- Haus Nr. 5: Ehemalige Posthalterei
- Haus Nr. 23: Wohnstallhaus
- Haus Nr. 35: Evangelisch-lutherische Kirche St. Andreas

ehemalige Baudenkmäler
- Haus Nr. 7: Kleinhaus mit massivem Erdgeschoss und Fachwerkgiebel, am Türsturz bezeichnet „Johann Conrad Zipperer 1826“.[17]
- Haus Nr. 18: Einfaches, zweigeschossiges Bauernhaus, im Giebel Bauinschrift „Erbaut von Johann Georg Enders 1832“. – Zugehörig stattliche Fachwerkscheuer mit 3 Quertennen, über einer Tür bezeichnet „AE 1747“.[17]
- Haus Nr. 19: Ähnlich Nr. 18; im Nordgiebel Haustafel, bezeichnet „Erbaut von Georg Adam Thorwarth Anno 1837“.[17]

### Einwohnerentwicklung
| Jahr      | 1818   | 1840   | 1852   | 1855   | 1861   | 1867   | 1871   | 1875   | 1880   | 1885   | 1890   | 1895   | 1900   | 1905   | 1910   | 1919   | 1925   | 1933   | 1939   | 1946   | 1950   | 1952   | 1961   | 1970   | 1987  |
| Einwohner | 119    | 136    | 166    | 175    | 160    | 157    | 142    | 130    | 163    | 166    | 159    | 163    | 149    | 146    | 145    | 151    | 145    | 159    | 141    | 242    | 249    | 194    | 144    | 138    | 92    |
| Häuser    | 23     | 24     |        |        |        |        | 27     |        |        | 29     | 29     |        | 29     |        |        |        | 31     |        |        |        | 28     |        | 30     |        | 23    |
| Quelle    | [ 10 ] | [ 19 ] | [ 20 ] | [ 20 ] | [ 21 ] | [ 22 ] | [ 23 ] | [ 24 ] | [ 25 ] | [ 26 ] | [ 27 ] | [ 20 ] | [ 28 ] | [ 20 ] | [ 29 ] | [ 20 ] | [ 30 ] | [ 20 ] | [ 20 ] | [ 20 ] | [ 31 ] | [ 20 ] | [ 12 ] | [ 32 ] | [ 2 ] |

## Religion
Der Ort ist seit der Reformation evangelisch-lutherisch geprägt und bis heute nach Heiligkreuz (Ermetzhofen) gepfarrt.